# Lichnowy (gmina)
Lichnowy – gmina wiejska w Polsce położona w województwie pomorskim, w powiecie malborskim. W latach 1975–1998 gmina administracyjnie należała do województwa elbląskiego.
W skład gminy wchodzi 10 sołectw: Boręty, Dąbrowa, Lichnowy, Lichnówki, Lisewo Malborskie, Parszewo, Pordenowo, Starynia, Szymankowo, Tropiszewo.
Siedziba gminy to Lichnowy.
Według danych z 30 czerwca 2004 gminę zamieszkiwało 4591 osób, natomiast według danych z 31 grudnia 2017 roku - 4648 osób.
Od roku 2018 funkcjonuje tam Młodzieżowa Rada Gminy. 

## Struktura powierzchni
Według danych z roku 2005 gmina Lichnowy ma obszar 88,7 km², w tym:
- użytki rolne: 87%
- użytki leśne: 0%

Gmina stanowi 17,93% powierzchni powiatu.

## Demografia

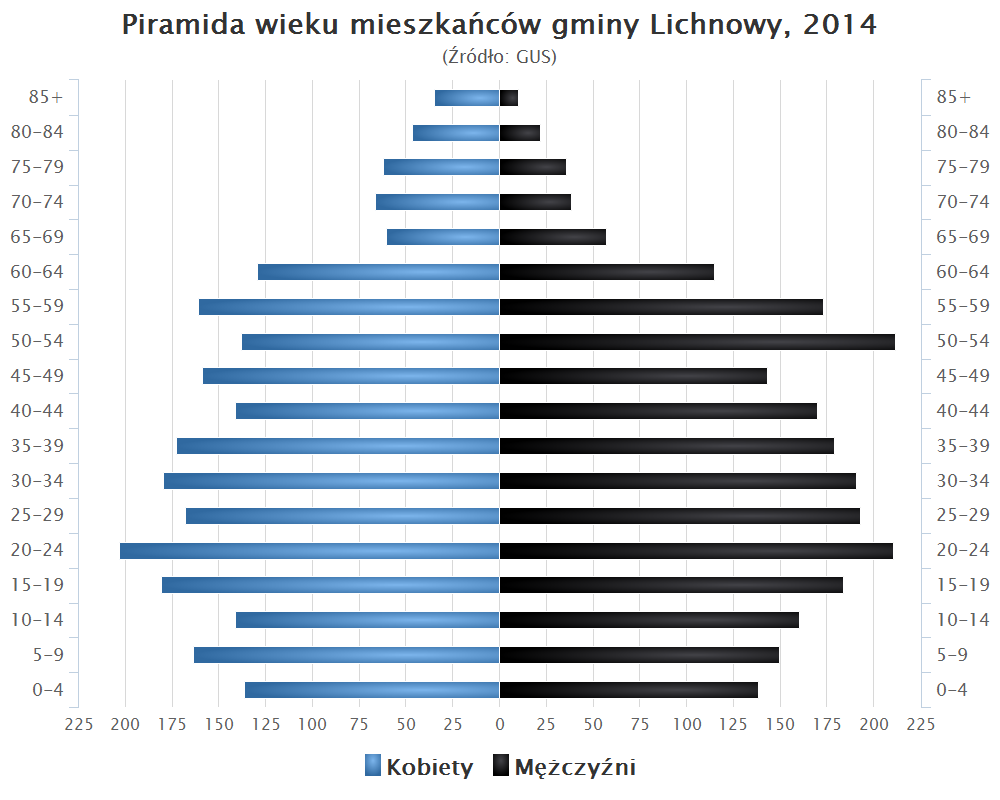
Piramida wieku mieszkańców gminy Lichnowy w 2014 roku

Dane z 30 czerwca 2004:
| Opis                              | Ogółem | Ogółem | Kobiety | Kobiety | Mężczyźni | Mężczyźni |
| --------------------------------- | ------ | ------ | ------- | ------- | --------- | --------- |
| jednostka                         | osób   | %      | osób    | %       | osób      | %         |
| populacja                         | 4591   | 100    | 2347    | 51,1    | 2244      | 48,9      |
| gęstość zaludnienia (mieszk./km²) | 51,8   | 51,8   | 26,5    | 26,5    | 25,3      | 25,3      |

## Sąsiednie gminy
Malbork, Miłoradz, Nowy Staw, Ostaszewo, Suchy Dąb, Tczew, Tczew